# Carillas estéticas

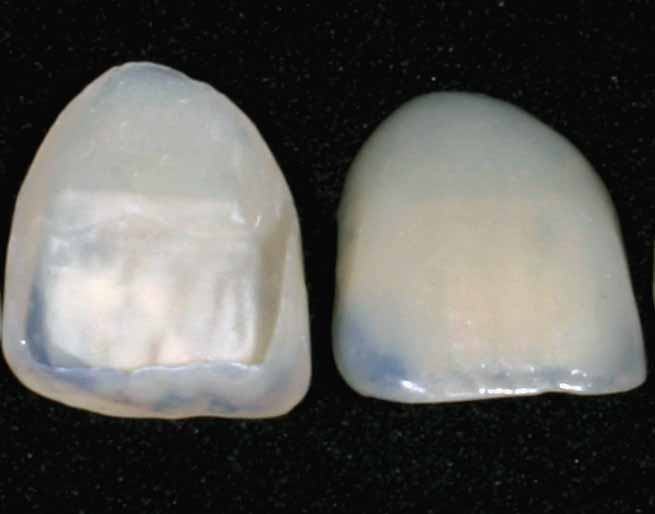

Las carillas estéticas son procedimientos odontológicos restaurativos encaminados al enmascaramiento de la superficie visible (o frente) del diente, con el fin de corregir problemas estéticos o patológicos de los dientes ocasionados por caries dental, restauraciones previas, fracturas, cambios de color o alteraciones de la forma dental.  Son finas láminas, generalmente de porcelana, que se colocan en la parte externa de los dientes con finalidad únicamente estética.

## Antecedentes

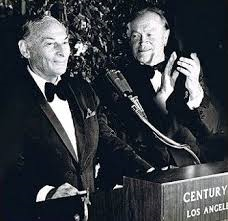
Dr. Charles Pincus

Los antecedentes a estas técnicas se remontan a 1938, en los llamados "Frentes de Hollywood" descritos por Charles Pincus. De todos modos, éstos presentaban distintos inconvenientes como roturas y problemas con el proceso de fijación. 
En 1955 y 1956, Buonocuore y Bowen, respectivamente, introdujeron sus propias técnicas. Uno, con su técnica de grabado con ácido ortofosfórico y el otro con resinas compuestas. En 1983 distintos especialistas introdujeron las variantes con porcelana. Calamia y Simonsen describieron su utilización para realizar restauraciones estéticas, y Horn describió la utilización de ese material para realizar frentes laminados en laboratorio, con el fin de fijarlos a las piezas dentales.

## Carillas de porcelana[3]
Las carillas de porcelana son finas piezas de porcelana elaboradas en un laboratorio dental, que se utilizan para recrear el aspecto natural de los dientes. Tienen fuerza y resistencia comparable al esmalte del diente natural. A menudo es el material de elección para aquellos que buscan hacer ligeras alteraciones de posición, o para cambiar la forma del diente , el tamaño o el color.
Para poder colocar estas carillas se necesita tallar el esmalte dental y reducir un poco el tamaño del diente para compensar el grosor de las mismas. Después de este paso, se puede colocar la carilla fijándola fuertemente con una resina especial. Hay algunas carillas hechas con una porcelana muy fina pero igual de resistente que apenas requieren tallar el diente.
Este tipo de carillas estéticas se fabrican a medida en un laboratorio especializado y luego se colocan en el paciente. Suelen conllevar bastantes horas de trabajo por lo que el precio de las carillas de porcelana es más elevado. Son de mayor calidad y también más duraderas. Su resultado estético en cuanto a brillo y color es muy bueno, pasando desapercibidas a simple vista. 

## Carillas de composite
Pueden estar confeccionadas por técnica directa, es decir, a mano alzada por el/la odontólogo/a modelando la nueva forma del diente con una resina compuesta directamente sobre el diente preparado. O por técnica indirecta, mediante un encerado de laboratorio que confiere la nueva forma del diente y que sirve para elaborar una férula que hace de molde, dentro de la cual se inyectará el composite. Entre sus ventajas se encuentra el menor coste económico para el paciente. Como desventajas tienen que el resultado es menos estético que las porcelanas y con el tiempo cambian de tonalidad por los pigmentos de la alimentación.

## Carillas de disilicato de litio
Dentro de los últimos avances en implantología el uso del disilicato de litio. En este caso, las carillas dentales con este innovador material no precisan de un tallado previo de la pieza dental. Su principal ventaja con respecto a otros tipos es su resistencia. Además, al ser un material traslúcido permite conseguir un resultado muy similar en cuanto a tonalidad.